# Viorel Talapan
Viorel Talapan (ur. 25 lutego 1972 w Mihai Viteazu) – rumuński wioślarz, dwukrotny medalista olimpijski z Barcelony.
W Barcelonie zwyciężył w czwórce ze sternikiem i był drugi w prestiżowych ósemkach. Brał udział – jako członek ósemki – w IO 96 i IO 2000. Stawał na podium mistrzostw świata.